# Les Parias de Ceylan
Les Parias de Ceylan est le 22e roman de la série SAS, écrit par Gérard de Villiers et publié en 1971 dans la collection Plon (Presses de la Cité). Comme tous les SAS parus au cours des années 1970, le roman a été édité lors de sa publication en France à 250 000 exemplaires.
L'action se déroule à Ceylan courant 1971. 

## Publications et notoriété du roman
Dans le numéro de juillet-août 2014 de la Revue des Deux Mondes dont le titre est « G. de Villiers : enquête sur un phénomène français », il est précisé sous la plume de Serge Brussolo, en page 79 de la revue, que « (…) à la fin des années 1960, la vente moyenne d'un SAS tournait autour des 250 000 exemplaires. Gérard de Villiers en écrivait quatre par an. Ce à quoi s'ajoutaient les rééditions continuelles des anciens titres. Au bas mot, plus d'un million de volumes vendus chaque année à un public englobant des couches socioprofessionnelles allant de l'ouvrier métallurgiste au cadre supérieur. Aujourd'hui, en ces temps de grande misère éditoriale, de tels chiffres font rêver. »
Dans son essai consacré à la biographie de Gérard de Villiers et aux romans de la série SAS, Benoît Franquebalme indique le succès grandissant des romans dans le public.
Ainsi dès 1967, les ventes sont de 100 000 exemplaires par tome (soit 400 000 exemplaires par an).
À partir de 1976 et dans les années qui suivent, les romans sont tirés à 550 000 exemplaires le premier jour de la parution.

## Personnages principaux

### Américains et alliés
- Malko Linge : agent secret de la CIA, héros du roman.
- Diana Vorhund.
- James Kent.

### Autres personnages
- Swanee.
- Raj Buthpitya.
- Pitti-Pitti.
- Ivan Gontcharoff.
- Rohanna Zahir.
- Serge.

## Résumé

### Début du roman
Un agent de la CIA, Andrew Carmer, est retrouvé mort à Ceylan. Il a été écrasé par un éléphant en furie. Son corps a été retrouvé plusieurs jours après par des autochtones. Meurtre ou accident ? Malko est envoyé à Ceylan (qui ne s'appelle pas encore Sri Lanka) et est chargé d'enquêter sur les activités occultes d'une jeune femme idéaliste, Diana Vorhund, soupçonnée d'apporter une aide aux communistes cingalais. Or la situation dans l'île est explosive : la majorité cingalaise bouddhiste est opposée à la minorité tamoule hindouiste. 

### Aventures
Peu de temps après son arrivée, Malko fait la connaissance de la belle Cingalaise Swanee. Elle lui révèle que le chef d'antenne de la CIA dans l'île, James Kent, a une liaison sentimentale avec Diana Vorhund ! Puis Malko subit une tentative d'attentat par un bonze. Dans ses efforts pour retrouver Diana et déterminer ses activités, il est aidé par les « parias de l'île » : ce sont des Intouchables tamouls. Swanee le met en relation avec Pitti-Pitti, un cul-de-jatte qui « loue » des enfants. Malko et Swanee l'utilisent pour rechercher Diana. Malko se rend à l'endroit où Andrew Carmer a trouvé la mort. Il est menacé par un bonze d'origine allemande. Malko trouve l'appareil photo utilisé par Carmer. 
De retour à Colombo, il fait développer la pellicule photographique. On y découvre Diana en train de faire l'amour avec le bonze qui a menacé Malko ! Au cours de l'enquête, Diana trouve la mort alors qu'elle se fait violer par les hommes de Pitti-Pitti. Malko découvre que les Soviétiques sont en train de s'implanter à Ceylan, et que pour obtenir les bonnes grâces de moines bouddhistes, ils ont une monnaie d'échange inattendue : une relique (en l'occurrence une dent de Bouddha). 

### Dénouement et fin du roman
Malko empêche les Soviétiques de parvenir à leur fin, mais Swanee sera assassinée dans les dernières pages du roman.